# Breviceps montanus
Breviceps montanus és una espècie de granota que viu a Sud-àfrica.
Està amenaçada d'extinció per la pèrdua del seu hàbitat natural.